# Горайеб, Анри
Анри Горайеб (фр. Henri Goraïeb; 9 мая 1935, Дейр-эль-Камар — 13 января 2021) — французский пианист и музыкальный деятель ливанского происхождения (сын ливанца и француженки).

## Биография
Учился музыке на своей родине, впервые выступил с концертом в возрасте 13 лет, исполнив фортепианный концерт Эдварда Грига. Более широкое внимание привлёк к себе в 1955 году, приняв участие в торжественном концерте под патронатом президента Ливана Камиля Шамуна. В 1957 г. вместе с пятью другими молодыми арабскими музыкантами выступил с оркестром Национальной академии Санта-Чечилия под руководством Шарля Мюнша на музыкальном фестивале в Баальбеке.
В дальнейшем жил и работал преимущественно во Франции, совершенствовал своё мастерство под руководством Маргерит Лонг и Жермены Мунье, на протяжении многих лет вёл на французском радио популярную программу, посвящённую искусству бельканто и способствовавшую популяризации классической оперы и многих талантливых, но мало записывавшихся студийно певцов; произношение Горайеба было узнаваемым и стало предметом имитации. Как пианист гастролировал по Европе и Ближнему Востоку, а также в СССР и Индии. Записал несколько дисков, из которых наибольшее значение имел диск с произведениями Ираклия Джабадари (с Симфоническим оркестром Люксембургского радио под управлением Луи де Фромана), вернувший известность давно забытому композитору.
В 2015 году по случаю своего 80-летия Горайеб дал концерт из произведений Баха, Моцарта, Альбинони, Пьяццолы и Морриконе с оркестром «Молодые музыканты Ливана» в бейрутском Университете Святого Иосифа.